# Ситняг однолусковий
Ситняг однолусковий (Eleocharis uniglumis) — вид багаторічних кореневищних трав'янистих рослин родини осокові (Cyperaceae). Етимологія: лат. unus — «один», лат. gluma — «лушпина».

## Опис
Кореневища довгі, товщиною 0.3–1 мм. Стебла зелені чи синювато-зелені, циліндричні, (5-)10–60 см × 0.2–1.5 мм. Дистальні листові піхви стійкі, проксимально (ближче до точки приєднання) червоні, дистально від солом'яних до зелених; верхівка часто темно-червоно-коричнева, від тупої до підгострої. Суцвіття з одиночними колосками. Колоски подовжені від 5 до 20 мм і містять від 10 до 30 квіток. Оцвітина: щетини 0–4(-5), від світло-коричневого до солом'яного кольору. Тичинок 3. Сім'янки темно-жовті або середньо або темно-коричневі, 1.3–1.8 × 1–1.4 мм.

## Поширення

### Загальне
Цей вид трапляється від Європи на південь, у Північну Африку і на схід через Близький Схід, Сибір, Казахстан, Кавказ, Монголію та Пакистан до Камчатки і Китаю. Також зростає в Північній Америці від субарктичних районів Канади (відсутній у Ґренландії) до північних районів Сполучених Штатів. Вид класифікується як зникаючий (CR) в Хорватії та Люксембурзі; регіонально захищений у Франції (Південь-Піренеї). Це, як правило, прибережний вид, що трапляється на зниженнях і басейнах на верхніх частинах скелястих берегів і припливної зони, а також в солонуватих болотах, а іноді й у глибині країни у вапняних луках з більш високим, ніж нормальним вмістом натрію.

### В Україні
Вид знаходиться у списку рідкісних і рекомендованих до охорони у Волинській області. Зростає в НПП «Азово-Сиваський» і НПП «Приазовський».

## Галерея

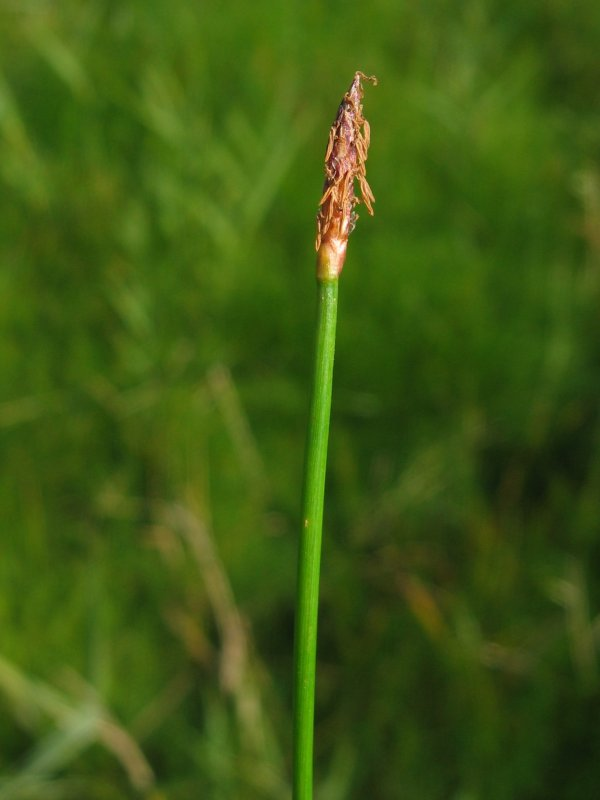